# Walker Kessler
Walker Ross Kessler, né le 26 juillet 2001 à Atlanta en Géorgie, est un joueur américain de basket-ball. Il évolue au poste de pivot.

## Biographie

### Carrière universitaire
Entre 2020 et 2021, il joue pour les Tar Heels à l'université de Caroline du Nord à Chapel Hill.
Entre 2021 et 2022, il joue pour les Tigers d'Auburn à l'université d'Auburn.

### Carrière professionnelle

#### Jazz de l'Utah (depuis 2022)
Lors de la draft 2022, il est choisi en 22e position par les Grizzlies de Memphis, puis envoyé vers les Timberwolves du Minnesota.
Début juillet 2022, il est transféré vers le Jazz de l'Utah avec Patrick Beverley, Malik Beasley, Jarred Vanderbilt, Leandro Bolmaro et quatre premiers tours de draft contre Rudy Gobert.
Pour sa première saison en tant que rookie, il dispute 74 matchs dont 40 en tant que titulaire pour des moyennes par match de 9,2 points, 8,4 rebonds et 2,3 contres. Ces statistiques lui valent d'être sélectionné dans la NBA All-Rookie First Team.

## Carrière internationale
Walker Kessler est appelé par Steve Kerr, le sélectionneur de la Team USA., pour participer aux Coupe du monde masculine de basket-ball 2023 qui a lieu en Asie plus précisément dans les pays de l'Indonésie, du Japon et des Philippines. Lors de la compétition, il dispute 7 matchs dont le match pour la troisième place face au Canada pour des moyennes par match de 4 points, 2,3 rebonds et 1,3 contres. La Team USA finira 4ème de la compétition après une défaite 113-111 en demi-finale face à  l'Allemagne de Dennis Schröder notamment, puis une défaite 127-118 face au Canada de Shai Gilgeous-Alexander.

## Palmarès

### NBA
- NBA All-Rookie First Team en 2023.

### Université
- Third-team All-American – AP, USBWA en 2022
- Naismith Defensive Player of the Year en 2022
- NABC Defensive Player of the Year en 2022
- SEC Defensive Player of the Year en 2022
- First-team All-SEC en 2022
- SEC All-Defensive Team en 2022
- McDonald's All-American en 2020
- Nike Hoop Summit en 2020
- Mr. Georgia Basketball en 2020

## Statistiques

### Universitaires
| Saison    | Équipe           | Matchs | Titul. | Min./m | % Tir | % 3pts | % LF | Rbds/m. | Pass/m. | Int/m. | Ctr/m. | Pts/m. |
| --------- | ---------------- | ------ | ------ | ------ | ----- | ------ | ---- | ------- | ------- | ------ | ------ | ------ |
| 2020-2021 | Caroline du Nord | 29     | 0      | 8,8    | 57,8  | 25,0   | 53,7 | 3,24    | 0,31    | 0,52   | 0,86   | 4,38   |
| 2021-2022 | Auburn           | 34     | 34     | 25,5   | 60,8  | 20,0   | 59,6 | 8,06    | 0,88    | 1,09   | 4,56   | 11,44  |
| Carrière  | Carrière         | 63     | 34     | 17,8   | 60,1  | 20,4   | 57,7 | 5,84    | 0,62    | 0,83   | 2,86   | 12,19  |

### Professionnelles
| Saison    | Équipe   | Matchs | Titul. | Min./m | % Tir | % 3pts | % LF | Rbds/m. | Pass/m. | Int/m. | Ctr/m. | Pts/m. |
| --------- | -------- | ------ | ------ | ------ | ----- | ------ | ---- | ------- | ------- | ------ | ------ | ------ |
| 2022-2023 | Utah     | 74     | 40     | 23,0   | 72,0  | 33,3   | 51,6 | 8,40    | 0,90    | 0,40   | 2,30   | 9,20   |
| 2023-2024 | Utah     | 64     | 22     | 23,3   | 65,4  | 21,1   | 60,2 | 7,50    | 0,90    | 0,50   | 2,40   | 8,10   |
| 2024-2025 | Utah     | 58     | 58     | 30,0   | 66,3  | 17,6   | 52,0 | 12,20   | 1,70    | 0,60   | 2,40   | 11,10  |
| Carrière  | Carrière | 196    | 120    | 25,2   | 68,0  | 19,6   | 53,7 | 9,20    | 1,20    | 0,50   | 2,40   | 9,40   |

## Records sur une rencontre en NBA
Les records personnels de Walker Kessler en NBA sont les suivants, :
| Type de statistique        | Saison régulière | Saison régulière        | Saison régulière |
| Type de statistique        | Record           | Adversaire              | Date             |
| -------------------------- | ---------------- | ----------------------- | ---------------- |
| Points                     | 31               | @ Kings de Sacramento   | 25 mars 2023     |
| Paniers marqués            | 14               | @ Kings de Sacramento   | 25 mars 2023     |
| Paniers tentés             | 16               | @ Kings de Sacramento   | 25 mars 2023     |
| Paniers à 3 points réussis | 1                | 5 fois                  | 5 fois           |
| Paniers à 3 points tentés  | 2                | 5 fois                  | 5 fois           |
| Lancers francs réussis     | 8                | @ Nuggets de Denver     | 2 novembre 2024  |
| Lancers francs tentés      | 12               | @ Nuggets de Denver     | 2 novembre 2024  |
| Rebonds offensifs          | 11               | @ Bulls de Chicago      | 6 novembre 2023  |
| Rebonds défensifs          | 14               | 2 fois                  | 2 fois           |
| Rebonds totaux             | 25               | @ Raptors de Toronto    | 7 mars 2025      |
| Passes décisives           | 6                | @ Suns de Phoenix       | 7 février 2025   |
| Interceptions              | 3                | Mavericks de Dallas     | 30 novembre 2024 |
| Contres                    | 8                | @ Raptors de Toronto    | 7 mars 2025      |
| Balles perdues             | 3                | 7 fois                  | 7 fois           |
| Minutes jouées             | 37               | Thunder d'Oklahoma City | 23 février 2023  |

- Double-double : 53
- Triple-double : 0

Dernière mise à jour : 2 avril 2025